# Pictocolumbella
Pictocolumbella là một chi ốc biển, là động vật thân mềm chân bụng sống ở biển trong họ Columbellidae.

## Các loài
Các loài trong chi Pictocolumbella gồm có:
- Pictocolumbella ocellata (Link, 1807)